# Cronologia das agências policiais secretas soviéticas
Houve uma sucessão de agências policiais secretas soviéticas ao longo do tempo. A primeira polícia secreta após a Revolução de Outubro, criada pelo decreto de Vladimir Lenin de 20 de Dezembro de 1917, chamava-se "Cheka" (ЧК). Os agentes eram referidos como "chekistas", nome que ainda é aplicado informalmente às pessoas sob o Serviço de Segurança Federal da Rússia, o sucessor do KGB na Rússia após a dissolução da União Soviética.
Para a maioria das agências aqui enumeradas, as operações de policiamento secreto eram apenas parte das suas funções; por exemplo, o KGB era tanto a polícia secreta como a agência de inteligência.

## História dos órgãos de segurança estatais soviéticos

### Cronologia detalhada
- Tcheka (abreviação de Vecheka, em si um acrônimo para "Comitê Extraordinário de Toda a Rússia de Combate à Contra-Revolução e Sabotagem" da SFSR da Rússia )
  - Felix Dzerzhinsky (20 de dezembro de 1917 a 7 de julho de 1918)
  - Yakov Peters (7 de julho de 1918 - 22 de agosto de 1918)
  - Felix Dzerzhinsky (22 de agosto de 1918 - 6 de fevereiro de 1922)

6 de fevereiro de 1922: Tcheka se transforma em GPU, um departamento do NKVD da SFSR russa.
- NKVD - " Comissariado do Povo para Assuntos Internos"
  - GPU - Direção Política Estadual
    - Dzerzhinsky (6 de fevereiro de 1922 - 15 de novembro de 1923)

15 de novembro de 1923: a GPU deixa a NKVD e se torna a OGPU de todos os sindicatos sob controle direto do Conselho dos Comissários do Povo da URSS.
- OGPU - "Direção Política Conjunta do Estado" ou "Conselho Político do Estado de Toda a União"
  - Dzerzhinsky (15 de novembro de 1923 - 20 de julho de 1926)
  - Vyacheslav Menzhinsky (30 de julho de 1926 - 10 de maio de 1934)

10 de julho de 1934: O NKVD da SFSR da Rússia deixa de existir e se transforma no NKVD de toda a união da URSS; OGPU torna-se GUGB ("Direção Principal de Segurança do Estado") na NKVD de todos os sindicatos.
- NKVD - "Comissariado do Povo para Assuntos Internos"
  - GUGB - "Direção Principal de Segurança do Estado"
    - Genrikh Yagoda (10 de julho de 1934 - 26 de setembro de 1936)
    - Nikolai Yezhov (26 de setembro de 1936 - 25 de novembro de 1938)
    - Lavrentiy Beria (novembro de 1938 - 3 de fevereiro de 1941)

3 de fevereiro de 1941: O GUGB do NKVD foi brevemente separado no NKGB, depois incorporado novamente e, em 14 de abril de 1943, foi separado novamente.
- NKGB - "Comissariado do Povo para a Segurança do Estado"
  - Vsevolod Merkulov (3 de fevereiro de 1941 - 20 de julho de 1941) (NKGB dobrou novamente em NKVD)
- NKVD - "Comissariado do Povo para Assuntos Internos"
  - GUGB - "Direção Principal de Segurança do Estado"
    - Lavrentiy Beria (20 de julho de 1941 - 14 de abril de 1943)
- NKGB - "Comissariado do Povo para a Segurança do Estado"
  - Vsevolod Merkulov (14 de abril de 1943 - 18 de março de 1946) (o NKGB se separou do NKVD)

18 de março de 1946: Os Comissariados do Povo foram renomeados para Ministérios.
- MGB - "Ministério da Segurança do Estado"
  - Viktor Abakumov (18 de março de 1946 - 1951)
  - Semyon Ignatyev (1951 - 5 de março de 1953)

A polícia secreta da Alemanha Oriental, a Stasi, recebeu o nome dessa iteração.
- KI - "Comitê de Informação" (serviço de inteligência estrangeira) [1]
  - Peter Fedotov MGB
  - Fedor Kuznetsov GRU
  - Ministério das Relações Exteriores de Yakov Malik

30 de maio de 1947: Decisão oficial com o objetivo expresso de "aprimorar a coordenação de diferentes serviços de inteligência e concentrar seus esforços nas principais direções". No verão de 1948, o pessoal militar em KI foi devolvido às forças armadas soviéticas para reconstituir o serviço militar estrangeiro de inteligência (GRU). As seções de KI que lidam com o novo Bloco Leste e os emigrantes soviéticos foram devolvidas à MGB no final de 1948. Em 1951, o KI voltou à MGB.
5 de março de 1953: MVD e MGB são incorporados ao MVD por Lavrentiy Beria.
- MVD - "Ministério da Administração Interna"
  - Lavrentiy Beria (5 de março de 1953 - 26 de junho de 1953)
  - Sergei Kruglov (junho de 1953 - 13 de março de 1954)

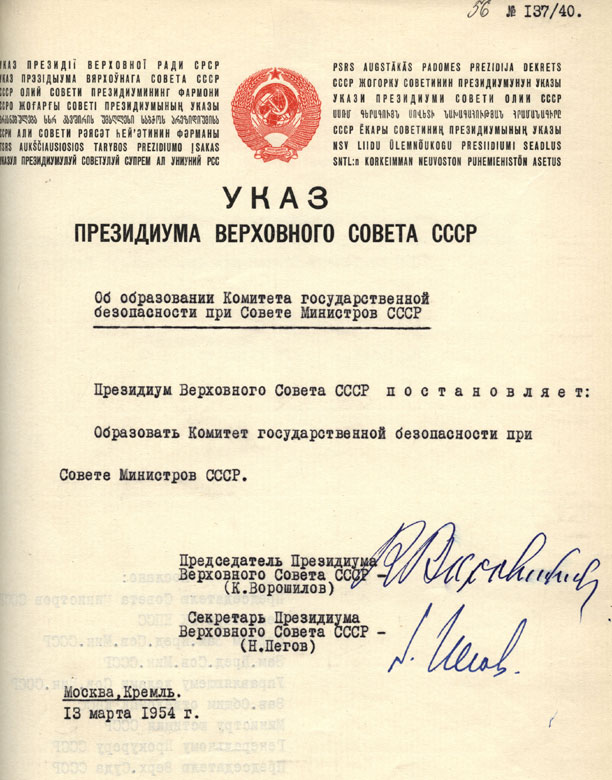
O ukaz de 1954 que institui o KGB.

13 de março de 1954: A força recentemente independente tornou-se a KGB, quando Beria foi expurgado e o MVD se desinvestiu novamente das funções de policiamento secreto. Após renomeações e tumultos, o KGB permaneceu estável até 1991.
- KGB - Comitê de Segurança do Estado
  - Ivan Serov (13 de março de 1954 - 8 de dezembro de 1958)
  - Alexander Shelepin (25 de dezembro de 1958 - 13 de novembro de 1961)
  - Vladimir Semichastny (13 de novembro de 1961 - 18 de maio de 1967)
  - Yuri Andropov (18 de maio de 1967 - 26 de maio de 1982)
  - Vitaly Fedorchuk (26 de maio de 1982 a 17 de dezembro de 1982)
  - Viktor Chebrikov (17 de dezembro de 1982 - 1 de outubro de 1988)
  - Vladimir Kryuchkov (1 de outubro de 1988 - 22 de agosto de 1991)
  - Leonid Shebarshin (22 de agosto de 1991 - 23 de agosto de 1991) (ator)
  - Vadim Bakatin (23 de agosto de 1991 a 22 de outubro de 1991)

Em 1991, depois que o Comitê de Emergência do Estado não derrubou Gorbachev e Yeltsin assumiu, o general Vadim Bakatin recebeu instruções para dissolver a KGB.
Hoje, na Rússia, as funções da KGB são executadas pelo Foreign Intelligence Service (SVR), o Serviço Federal de Contra-Inteligência, que mais tarde se tornou o Serviço Federal de Segurança da Federação Russa (FSB) em 1995, e o Serviço Federal de Proteção (FOE). O GRU continua a operar também.

### Liderança
| Organização    | Presidente                        | datas                            |
| -------------- | --------------------------------- | -------------------------------- |
| ligação= Cheka | Felix Edmundovich Dzerzhinsky     | 1917 1922                        |
| ligação= GPU   | Felix Edmundovich Dzerzhinsky     | 1922-1923                        |
| ligação= OGPU  | Felix Edmundovich Dzerzhinsky     | 1923-1926                        |
| ligação= OGPU  | Vyacheslav Rudolfovich Menzhinsky | 1926-1934                        |
| ligação= NKVD  | Genrikh Grigoryevich Yagoda       | 1934-1936                        |
| ligação= NKVD  | Nikolai Ivanovich Yezhov          | 1936-1938                        |
| ligação= NKVD  | Lavrenti Pavlovich Beria          | 1938-1941                        |
| ligação= NKGB  | Vsevolod Nikolayevich Merkulov    | Fev – Jul 1941                   |
| ligação= NKVD  | Lavrenti Pavlovich Beria          | 1941-1943                        |
| ligação= NKGB  | Vsevolod Nikolayevich Merkulov    | 1943-1946                        |
| ligação= MGB   | Viktor Semyonovich Abakumov       | 1946-1951                        |
| ligação= MGB   | Semyon Denisovich Ignatyev        | 1951-1953                        |
| ligação= MGB   | Lavrenti Pavlovich Beria          | Mar – jun 1953                   |
| ligação= MGB   | Sergei Nikiforovich Kruglov       | 1953-1954                        |
| ligação= KGB   | Ivan Aleksandrovich Serov         | 1954-1958                        |
| ligação= KGB   | Aleksandr Nikolayevich Shelepin   | 1958-1961                        |
| ligação= KGB   | Vladimir Yefimovich Semichastny   | 1961-1967                        |
| ligação= KGB   | Yuri Vladimirovich Andropov       | 1967-1982                        |
| ligação= KGB   | Vitali Vasilyevich Fedorchuk      | Maio a dezembro de 1982          |
| ligação= KGB   | Viktor Mikhailovich Chebrikov     | 1982-1988                        |
| ligação= KGB   | Vladimir Aleksandrovich Kryuchkov | 1988-1991                        |
| ligação= KGB   | Vadim Viktorovich Bakatin         | Agosto de 1991 a janeiro de 1992 |

## Ligações externos
- O Projeto de História Internacional da Guerra Fria (CWIHP) tem o texto completo dos Cadernos do ex-agente da KGB Alexander Vassiliev com evidências de espionagem soviética nos Estados Unidos durante a Guerra Fria
- Polícia Secreta Comunista: Cheka http://spartacus-educational.com/RUScheka.htm